# Гуарам III
Гуарам III (груз. გუარამ; д/н — 748) — 8-й ерісмтавар (верховний князь) Іберії в 693—748 роках.

## Життєпис
Походив з династії Гуарамідів. Згідно з грузинськими джерелами був сином Вараз-Бакура і онуком Гуарама II. За іншою гіпотезою був сином Гуарама II. Посів трон 693 року. Отримав візантійський титул куропалат. Невдовзі визнав зверхність Арабського халіфату. Змушений був підпорядковуватися валі (намісникам) Вірменського емірату, що стали регулярно призначатися з 695 року.
Ймовірно у 705—711 і 720-х роках долучався до візантійських походів, намагаючись скинути арабську залежність. Втім не досяг значних успіхів. Внаслідок хозарського вторгнення на Кавказ 730 року зумів здобути самостійність.
736 року арабське військ на чолі з Марваном вдерлося до Іберії, яку було розділено: область з Тбілісі опинилася безпосередньо під арабскою владою, де було утворено емірат, решта земель залишилася під пануванням Гуарама III. Він переніс столицю до фортеці Уплісцихе. З цього часу володів лише обмеженою владою над таваді й азнаурі, які користувалися певною свободою.
Залишався вірним арабським халіфам у 740-х роках, що викликало невдоволення знаті. 748 року скориставшись боротьбою між Омейдами та Аббасидами родич ерісмтавара Адарнасе Нерсіані повалив Гуарама III, захопивши владу.

## Родина
- Гуарам (д/н—780), еріставі Джавахеті
- донька, дружина Арчіла, еріставі Кахетії
- донька, дружина Васака Багратуні, нахарара Тарона